# Liaison de prolongation
Pour les articles homonymes, voir Liaison.
Ne doit pas être confondu avec Liaison d'expression ou Ligature (notation musicale).

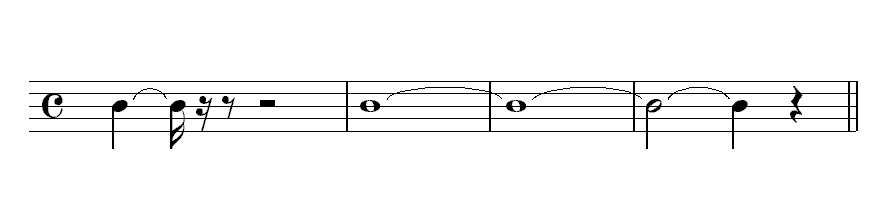
Liaisons de prolongation.

En notation musicale, la liaison de prolongation — ou liaison de tenue, ou, plus simplement liaison — est un signe en forme d'arc de cercle ( ou ), reliant deux figures de notes de même hauteur et ayant pour effet de faire entendre un seul son dont la durée est égale à la somme des durées des figures liées — la deuxième note n'est donc pas attaquée et sert simplement à prolonger la durée de la première.
Le signe de la liaison peut enjamber une barre de mesure : l'avantage du procédé — sur le point de prolongation, par exemple — est que la durée ainsi obtenue peut être à cheval sur plusieurs mesures. 
La liaison de prolongation permet donc d'additionner les durées de notes pour obtenir de nouvelles durées ne correspondant pas aux valeurs existantes, et pouvant excéder, si nécessaire, la durée de la mesure. 
Par exemple, pour obtenir une durée équivalant à une noire un quart, on pourra lier une noire à une double croche ; ou encore, pour obtenir une durée de onze noires, on pourra lier entre elles, deux rondes, une blanche et une noire, etc.
Remarques :
La liaison de prolongation ne concerne que les figures de notes. Les figures de silence, elles, n'ont évidemment pas besoin d'être liées pour être additionnées.
Si la première note est altérée (dièse, bémol, etc.), la deuxième note l'est aussi mais il n'est pas nécessaire de réécrire l'altération.
Il faut éviter de confondre la liaison de prolongation avec la « liaison d'expression » — ou legato — qui concerne le phrasé.